# Association Sportive de Saint-Étienne 1981-1982
La pagina raccoglie i dati riguardanti l'Association Sportive de Saint-Étienne nelle competizioni ufficiali della stagione 1981-1982.

## Stagione
Per la seconda volta consecutiva il Saint-Étienne andò vicino all'accoppiata campionato-coppa nazionale raggiungendo la finale di Coppa di Francia (dove fu sconfitto ai calci di rigore dal Paris Saint-Germain) e giungendo secondo in campionato dopo aver lottato durante il girone di ritorno contro Monaco e Bordeaux. Poco degna di nota fu invece la prestazione della squadra in Coppa dei Campioni, dove fu eliminata al turno preliminare dalla Dinamo Berlino.
Al termine della stagione, la società venne colpita da uno scandalo di fondi neri per pagare gli stipendi di alcuni giocatori tra il 1977 e il 1982. La vicenda, che riguardava un giro di denaro del valore stimato di 20 milioni di franchi, vide implicate diverse personalità importanti della squadra come l'allenatore Herbin, alcuni giocatori fra cui anche Platini e soprattutto il presidente Rocher, costretto ad abbandonare la guida della società pochi giorni prima della finale di coppa nazionale.

## Maglie e sponsor
Lo sponsor tecnico per la stagione 1981-1982 è Le Coq Sportif per il campionato e Adidas per la Coppa di Francia, mentre gli sponsor ufficiali sono KB Jardin per il campionato e Calberson per la coppa nazionale.
| Casa | Alternativa |

## Organigramma societario
Area direttiva
- Presidente: Roger Rocher

Area tecnica
- Direttore sportivo: Pierre Garronaire
- Allenatore: Robert Herbin

## Rosa
| N. |                    | Ruolo | Calciatore            |
| -- | ------------------ | ----- | --------------------- |
|    | Francia (bandiera) | P     | Jean Castaneda        |
|    | Francia (bandiera) | P     | Éric Solignac         |
|    | Francia (bandiera) | D     | Patrick Battiston     |
|    | Francia (bandiera) | D     | Gérard Janvion        |
|    | Francia (bandiera) | D     | Bernard Gardon        |
|    | Francia (bandiera) | D     | Patrice Lestage       |
|    | Francia (bandiera) | D     | Christian Lopez       |
|    | Francia (bandiera) | D     | Philippe Millot       |
|    | Francia (bandiera) | D     | Jean-Philippe Primard |
|    | Francia (bandiera) | D     | Thierry Wolff         |
|    | Francia (bandiera) | C     | Yves Colleu           |

| N. |                        | Ruolo | Calciatore           |
| -- | ---------------------- | ----- | -------------------- |
|    | Francia (bandiera)     | C     | Jean-François Larios |
|    | Francia (bandiera)     | C     | Thierry Oleksiak     |
|    | Francia (bandiera)     | C     | Michel Platini       |
|    | Francia (bandiera)     | C     | Jean-Louis Zanon     |
|    | Francia (bandiera)     | A     | Éric Bellus          |
|    | Danimarca (bandiera)   | A     | Benny Nielsen        |
|    | Argentina (bandiera)   | A     | Raúl Nogués          |
|    | Francia (bandiera)     | A     | Laurent Paganelli    |
|    | Paesi Bassi (bandiera) | A     | Johnny Rep           |
|    | Francia (bandiera)     | A     | Laurent Roussey      |

## Risultati

### Coppa dei Campioni
| Arbitro: | White |

|           |           |                  |
| Lopez 75’ | Marcatori | 25’ (aut.) Lopez |

| Arbitro: | Fredriksson |

|                       |           |  |
| Netz 38’ Riediger 83’ | Marcatori |  |

## Statistiche

### Statistiche di squadra
| Competizione       | Punti | Totale | Totale | Totale | Totale | Totale | Totale | DR  |
| Competizione       | Punti | G      | V      | N      | P      | Gf     | Gs     | DR  |
| ------------------ | ----- | ------ | ------ | ------ | ------ | ------ | ------ | --- |
| Division 1         | 54    | 38     | 22     | 10     | 6      | 74     | 31     | +43 |
| Coppa di Francia   | -     | 8      | 6      | 2      | 0      | 19     | 5      | +14 |
| Coppa dei Campioni | -     | 2      | 0      | 1      | 1      | 1      | 3      | -2  |
| Totale             |       | 48     | 28     | 13     | 7      | 94     | 39     | +55 |

### Andamento in campionato
| Giornata  | 1  | 2 | 3  | 4  | 5  | 6  | 7 | 8 | 9 | 10 | 11 | 12 | 13 | 14 | 15 | 16 | 17 | 18 | 19 | 20 | 21 | 22 | 23 | 24 | 25 | 26 | 27 | 28 | 29 | 30 | 31 | 32 | 33 | 34 | 35 | 36 | 37 | 38 |
| --------- | -- | - | -- | -- | -- | -- | - | - | - | -- | -- | -- | -- | -- | -- | -- | -- | -- | -- | -- | -- | -- | -- | -- | -- | -- | -- | -- | -- | -- | -- | -- | -- | -- | -- | -- | -- | -- |
| Luogo     | T  | C | T  | T  | C  | T  | C | T | C | T  | C  | T  | C  | T  | C  | T  | C  | T  | C  | T  | C  | C  | T  | C  | T  | C  | T  | C  | T  | C  | T  | C  | T  | C  | T  | C  | T  | C  |
| Risultato | N  | V | P  | P  | N  | V  | V | N | V | V  | V  | V  | V  | N  | V  | N  | V  | V  | V  | P  | V  | P  | N  | V  | P  | V  | V  | N  | P  | V  | N  | V  | V  | N  | N  | V  | V  | V  |
| Posizione | 11 | 3 | 10 | 15 | 14 | 10 | 8 | 8 | 4 | 4  | 3  | 3  | 3  | 2  | 3  | 1  | 1  | 1  | 1  | 1  | 1  | 1  | 1  | 1  | 1  | 1  | 1  | 1  | 3  | 3  | 3  | 2  | 3  | 2  | 2  | 2  | 2  | 2  |

Fonte:  France » Ligue 1 1981/1982 » Schedule, su worldfootball.net.
Legenda:

Luogo: C = Casa; T = Trasferta. Risultato: V = Vittoria; N = Pareggio; P = Sconfitta.

### Statistiche dei giocatori
| Giocatore    | Division 1 | Division 1 | Division 1  | Division 1 |
| Giocatore    | Presenze   | Reti       | Ammonizioni | Espulsioni |
| ------------ | ---------- | ---------- | ----------- | ---------- |
| P. Battiston | 35         | 1          | 2           | 0          |
| É. Bellus    | 6          | 0          | 1           | 0          |
| J. Castaneda | 36         | -29        | 0           | 0          |
| Y. Colleu    | 1          | 0          | 0           | 0          |
| B. Gardon    | 27         | 0          | 1           | 1          |
| G. Janvion   | 34         | 0          | 1           | 1          |
| J. Larios    | 37         | 13         | 3           | 0          |
| P. Lestage   | 24         | 0          | 0           | 0          |
| C. Lopez     | 38         | 1          | 0           | 0          |
| P. Millot    | 8          | 2          | 0           | 0          |
| B. Nielsen   | 22         | 4          | 1           | 0          |
| R. Nogués    | 29         | 6          | 1           | 0          |
| T. Oleksiak  | 10         | 0          | 2           | 0          |
| L. Paganelli | 18         | 5          | 0           | 0          |
| M. Platini   | 36         | 22         | 1           | 0          |
| J. Primard   | 1          | 0          | 0           | 0          |
| J. Rep       | 34         | 8          | 2           | 0          |
| L. Roussey   | 13         | 1          | 0           | 0          |
| É. Solignac  | 2          | -2         | 0           | 0          |
| J. Zanon     | 37         | 9          | 2           | 0          |